# Diospyros bibracteata
Diospyros bibracteata är en tvåhjärtbladig växtart som beskrevs av Bakh. Diospyros bibracteata ingår i släktet Diospyros och familjen Ebenaceae. Inga underarter finns listade i Catalogue of Life.